# Copa de Su Alteza Real el Príncipe de Asturias
La Copa de Su Alteza Real el Príncipe de Asturias se disputó entre embarcaciones de la clase internacional Snipe en Gijón, Principado de Asturias (España) desde 1963 hasta 1986, organizada por el Real Club Astur de Regatas. 
Entre 1963 y 1975 se denominó Copa de S.A.R. el Príncipe D. Juan Carlos, en 1976 y 1977, Copa de S.A.R. el Príncipe D. Felipe y desde 1978 y definitivamente Copa de S.A.R. el Príncipe de Asturias. 
Fue uno de los trofeos más importantes de España y de Europa en el deporte de la vela, ya que la clase Snipe era la más extendida y competitiva de la época en toda Europa, y la Copa de S.A.R. el Príncipe de Asturias recibió la máxima calificación (tres estrellas) por parte de la SCIRA (Snipe Class International Racing Association), lo que atrajo a los mejores patrones europeos a Gijón.
Se disputaba dentro de las denominadas Regatas Internacionales de Gijón que se celebraban cada verano, organizadas por el Real Club Astur de Regatas, durante tres días, con dos pruebas cada jornada. Las pruebas 1, 2 y 3 puntuaban para el Gran Premio Gijón; las pruebas 4, 5 y 6 puntuaban para el Memorial Laureado Almirante Riva y la totalidad de las pruebas puntuaban para la Copa del Príncipe, pudiendo descartarse el peor resultado si se completaban más de tres pruebas. 
Dejó de celebrarse en 1987, cuando la Autoridad Portuaria de Gijón rescindió la concesión que tenía el Real Club Astur de Regatas en el Puerto Deportivo de Gijón para sus instalaciones deportivas, donde se celebraba la regata.   

## Palmarés
| Año  | Yate          | Patrón y País                   | Flota                                 |
| 1963 | Paloma V      | Alejandro Felgueroso            | 152 (Real Club Astur de Regatas)      |
| 1964 | Terral        | Victoriano Sánchez-Barcáiztegui | 153 (Escuela Naval Militar de Marín)  |
| 1965 | Rayo III      | Rafael Sanz                     | 150 (Real Club Marítimo de Santander) |
| 1968 | Ta II         | Antonio Martínez Azcoitia       | 152 (Real Club Astur de Regatas)      |
| 1969 | Chuvias V     | Ángel Armada                    | 136 (Real Club Náutico de Vigo)       |
| 1970 | Folgore       | Robert Uthuralt                 | 447 (Sport Nautique Andernos)         |
| 1971 | Chuvias V     | Ángel Armada                    | 136 (Real Club Náutico de Vigo)       |
| 1972 | Smash II      | Claus J. Carpelan               | 552 (Haminan Pursiseura)              |
| 1973 | Silbón        | Fernando Massó                  | 136 (Real Club Náutico de Vigo)       |
| 1974 | Gran Numa     | Félix Gancedo                   | 146 (Real Club Mediterráneo)          |
| 1975 | Chuvias V     | Ángel Armada                    | 136 (Real Club Náutico de Vigo)       |
| 1976 | Chiqui        | José Francisco García de Soto   | 150 (Real Club Marítimo de Santander) |
| 1977 | Chiqui        | José Francisco García de Soto   | 150 (Real Club Marítimo de Santander) |
| 1978 | Chiqui        | José Francisco García de Soto   | 150 (Real Club Marítimo de Santander) |
| 1979 | Chuvias V     | Ángel Armada                    | 136 (Real Club Náutico de Vigo)       |
| 1980 | Zubenelgenubi | Juan Hurlé del Castillo         | 152 (Real Club Astur de Regatas)      |
| 1981 | Chiqui        | José Francisco García de Soto   | 150 (Real Club Marítimo de Santander) |
| 1982 | Gran Numa     | Félix Gancedo                   | 146 (Real Club Mediterráneo)          |
| 1983 | Gran Numa     | Félix Gancedo                   | 146 (Real Club Mediterráneo)          |
| 1984 | Jani-Kuka     | Juan Costas                     | 160 (Club de Vela de Blanes)          |
| 1985 | Tulyar        | Jorge Haenelt                   | 146 (Real Club Mediterráneo)          |
| 1986 | Tetis         | Fernando Rita                   | 187 (Club Marítimo de Mahón)          |

- En el año 1966 no se celebró, por organizar el RCAR el campeonato de España de la clase snipe, y en 1967 tampoco por organizar el RCAR el campeonato del norte de España de la clase snipe.